# L'altra metà dell'anima
L'altra metà dell'anima è il primo album pubblicato da Beppe Carletti, storico leader del gruppo italiano Nomadi, in veste da solista, il 22 novembre 2011.

## L'album
L'album è stato pensato da Carletti come un metodo per esprimere i propri pensieri e i propri sentimenti, discostandosi per una volta dal suo storico gruppo.
I pezzi strumentali, scritti da Carletti (tranne il primo, scritto con la figlia Elena), sono suonati interamente dal tastierista, ma partecipano anche la cantante thailandese May come voce narrante e Alessandra Ferrari come cantante.

## Tracce
1. Miles away – 4:24
2. Madre terra – 3:42
3. Tema per un addio – 2:03
4. Anomalo giallo – 2:29
5. Pensiero d'autunno – 3:19
6. Una dolce emozione – 3:46
7. Per te – 3:41
8. Dentro l'anima – 4:24
9. Arcobaleno – 4:55
10. Tre rose – 4:37
11. Valzerino – 3:04
12. Sospensione – 2:59
13. La mia strada – 4:44